# Moritz Fabian Roten
Moritz Fabian Roten (* 8. April 1783 in Raron; † 11. August 1843 in Sitten) war ein Schweizer römisch-katholischer Geistlicher und Bischof von Sitten.

## Leben
Er entstammte einer grossbürgerlichen Familie, sein Vater Nikolaus Roten (1754–1839) war u. a. Gemeindepräsident von Raron, sein älterer Bruder Anton (1780–1845) war spanischer Generalfeldmarschall und Gouverneur von Barcelona.
Moritz Fabian Roten erhielt seine Bildung am Kollegium in Brig und in Sitten sowie am Priesterseminar in Gerunden. Die Priesterweihe empfing er am 21. September 1807 und war anschliessend Vikar an der Kirche St. German in Raron. 1810 wurde er Pfarrer von Unterbäch und Bürchen.
Am 18. März 1830 wurde Moritz Fabian Roten zum Bischof von Sitten gewählt, die päpstliche Bestätigung erfolgte am 5. Juli desselben Jahres. Die Bischofsweihe spendete ihm am 24. August 1830 der Apostolische Nuntius in der Schweiz, Erzbischof Filippo de Angelis, Konsekrationsassistent war der Abt von Saint-Maurice, François de Rivaz CRA. 1835 wurde Moritz Fabian Roten päpstlicher Thronassistent. Während seiner dreizehnjährigen Amtszeit als Bischof, die in die historische Phase der Regeneration fiel, gab es heftige politische Auseinandersetzungen, insbesondere zwischen dem Ober- und dem Unterwallis.